# Surname-i Vehbi
Il Surname-i Vehbi (in Ottomano سورنامه وهبی İA Sūr-nāme-i Vehbī; in turco: Vehbi Surnamesi; "libro delle feste di Vehbi") è un manoscritto miniato della biblioteca del Palazzo di Topkapı di Istanbul. Esso venne creato da Abdülcelil Çelebi, chiamato Levnî, ("ricco di colori") e dal poeta di corte (şehnameci) Seyyid Vehbi. L'opera, magnificamente illuminata con 137 miniature su doppie pagine, descrive le celebrazioni in occasione della circoncisione dei quattro figli di Ahmed III. È l'ultimo manoscritto illustrato commissionato per il Tesoro imperiale ottomano.

## Il Surname
Il termine Sūr-nāme descrive un genere letterario fondato da Mehmet I consistente in canti celebrativi composti in occasione delle celebrazioni ufficiali al palazzo del sultano. Essi furono prodotti fino al XIX secolo. Altri sūr-nāme conosciuti sono il Surname-i Hümayun di Nakkaş Osman e il Veḳā'i'-i ḫitān-ışeh-zādegān-ı ḥażret-i sulṭān Meḥemmed Ġāzī di Nâbi, un sūr-nāme scritto in occasione della circoncisione dei principi Mustafa e Ahmed.
Altri autori significativi furono Abdî, Hazîn e Haşmet. Complessivamente sono conservati 19 Sūr-nāme.

## Creazione
Nel 1720, il Sultan Ahmed III ordinò una festa di 50 giorni in onore della circoncisione dei suoi quattro figli. Tali feste erano consuetudinarie alla corte ottomana e sottolineavano tramite banchetti pubblici, la donazione di nuovi vestiti e altri onori, elemosine e cancellazioni di debiti il ruolo del sultano come padrone di casa e sovrano stabilito da Dio dell'ordine degli stati ottomani. Era anche tradizione registrare il ricordo di questi festival in canzoni di glorificazione artisticamente composti. Il manoscritto, decorato con miniature di Levnî, è conservato nella biblioteca del Museo del Palazzo di Topkapı di Istanbul (TSMK, III Ahmed, Inv. No. 3593).

## Miniature
Le 137 miniature sono disposte ciascuna su una doppia pagina. In ordine cronologico, vengono visualizzati vari banchetti, spettacoli come il combattimento degli orsi (Fol 57b), sfilate militari e sfilate di corporazioni di artigiani, lo scambio di doni e fuochi d'artificio. Da un lato, la rappresentazione è realistica, dall'altro, in particolare le persone sono rappresentate secondo lo stile in miniatura ottomano in posizioni stereotipate che rappresentano il loro ruolo sociale. Contrariamente al Surname-i Hümayun, che è di 200 anni più antico, il sultano è raffigurato in mezzo ad altre persone avente la stessa altezza, il suo rango è enfatizzato solo dall'avere un posto solo per lui e dai suoi vestiti. Nel Surname-i Hümayun, il sultano e la sua famiglia si trovano in una loggia al di sopra del popolo.

## Galleria d'immagini

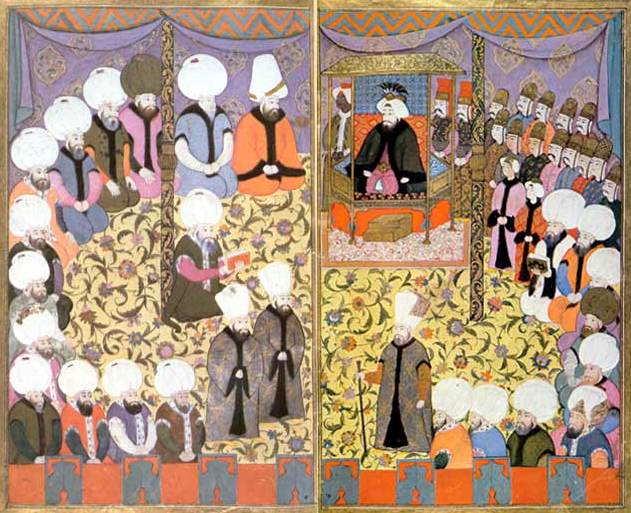
Surname-i Vehbi f. 51b
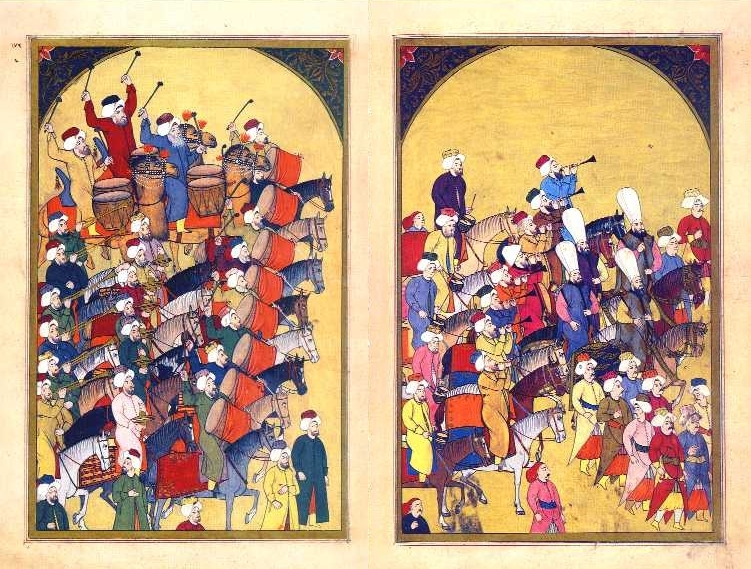
Mehterhâne, Surname-i Vehbi f. 171a, 172b (links)